# Zentrum für psychische Gesundheit der Stadt Vilnius
Das Zentrum für psychische Gesundheit der Stadt Vilnius (lit. Vilniaus miesto psichikos sveikatos centras; Abk. VMPSC) ist eine Psychiatrische Klinik in Vilnius, Litauen. Der Träger ist die Stadtgemeinde Vilnius.

## Geschichte
Laut der Legende, schenkte ein Graf eines seiner Palastgebäude dem Krankenhaus nach dem Selbstmord seines nahen Familienangehörigen. Hier behandelte man die Tuberkulose-Patienten. 1927 wurde ein psychiatrisches Krankenhaus mit 120 Betten im Territorium des damaligen Sapieha-Parks eingerichtet. Bis dahin gab es in Vilnius nur kleine  psychiatrische Abteilungen in den St.-Jacob- und Antakalnis-Krankenhäusern.
1930 verlegte Prof. M. Rose hier sein Institut für Hirnforschung aus Warschau (Polen). Solche Institute in ganz Europa waren nur drei gewesen. 1933 verlegte man hier die Abteilungen für Nervenkrankheiten vom St. Jacob-Krankenhaus. Die Einrichtung wurde zur Klinik für Nerven- und Geisteskrankheiten. 1934 wurde eine Abteilung in Kairėnai  unheilbare Geisteskranke eröffnet. Das Krankenhaus hatte dann 2301 Betten. Das Krankenhaus hatte eigenes Zentrum für Familienbetreuung der Geisteskranken. 
In der Nachkriegszeit gab es im Krankenhaus 400 Betten. Das Krankenhaus hat sich zu einem führenden Zentrum für methodisch neurologische und psychiatrische Hilfe im ganzen Litauen etabliert. Es war auch die  Basis der Medizin und medizinische Ausbildung. 1985 gründete man im Krankenhaus die größte in Litauen Tagesambulanz für die Behandlung und Unterstützung der geistigen Gesundheit.